# Schönebeck (Elbe)
Schönebeck (Elbe)ⓘ – miasto w Niemczech, w kraju związkowym Saksonia-Anhalt, w powiecie Salzland, do 30 czerwca 2007 stolica powiatu Schönebeck. Leży na lewym brzegu Łaby, ok. 14 km na południowy wschód od Magdeburga. Liczy 34 305 mieszkańców (2009).
1 stycznia 2009 do miasta włączono gminy Plötzky, Pretzien i Ranies, które zwiększyły powierzchnię miasta o 27,4 km² (z 58,37 do 85,77 km²). Tego dnia rozwiązano również wspólnotę administracyjną Schönebeck, której miasto było siedzibą.

## Historia
W okresie od 19 marca 1943 aż do zdobycia miasta przez wojska amerykańskie w dniu 11 kwietnia 1945 roku, funkcjonował obóz o nazwie „Konzentrationslager Julius" lub „Schönebeck I" przy ulicy Barbyer Straße. Obóz był podobozem KZ Buchenwald. Od 1500 do 1800 więźniów jednocześnie było zmuszanych do wyniszczającej pracy w zakładach Junkers. Do czasu wyzwolenia w dniu 11 kwietnia 1945, 1536 więźniów zostało wysłanych w marszu śmierci do KZ Sachsenhausen a następnie do miasta Schwerin, gdzie zostało wyzwolonych zaledwie 300 do 400 więźniów.
W Schönebeck przez kilka tygodnia wiosną 1945 roku istniał także obóz zewnętrzny NARAG KZ Buchenwald dla 400 więźniów, w którym zmuszani byli do montowania elektronicznego wyposażenia rakiet V-2.
Obozy koncentracyjne „Julius" i „Schönebeck I" zostały w 1945 roku zostały przemianowane na „Lager Ost“ und „Lager West“. Przez obozy przeszło ogółem około 35 tysięcy osób. Oszacowano, iż 17 tysięcy z nich zamordowano w rejonie Schönebeck.

## Współpraca
Miejscowości partnerskie:
- Farmers Branch, Stany Zjednoczone od 1995
- Garbsen, Dolna Saksonia od 1990
- Jarosław, Polska od 2005
- Pardubice, Czechy od 1993
- Rizhao, Chiny od 2000
- Söke, Turcja od 1996